# Videoart

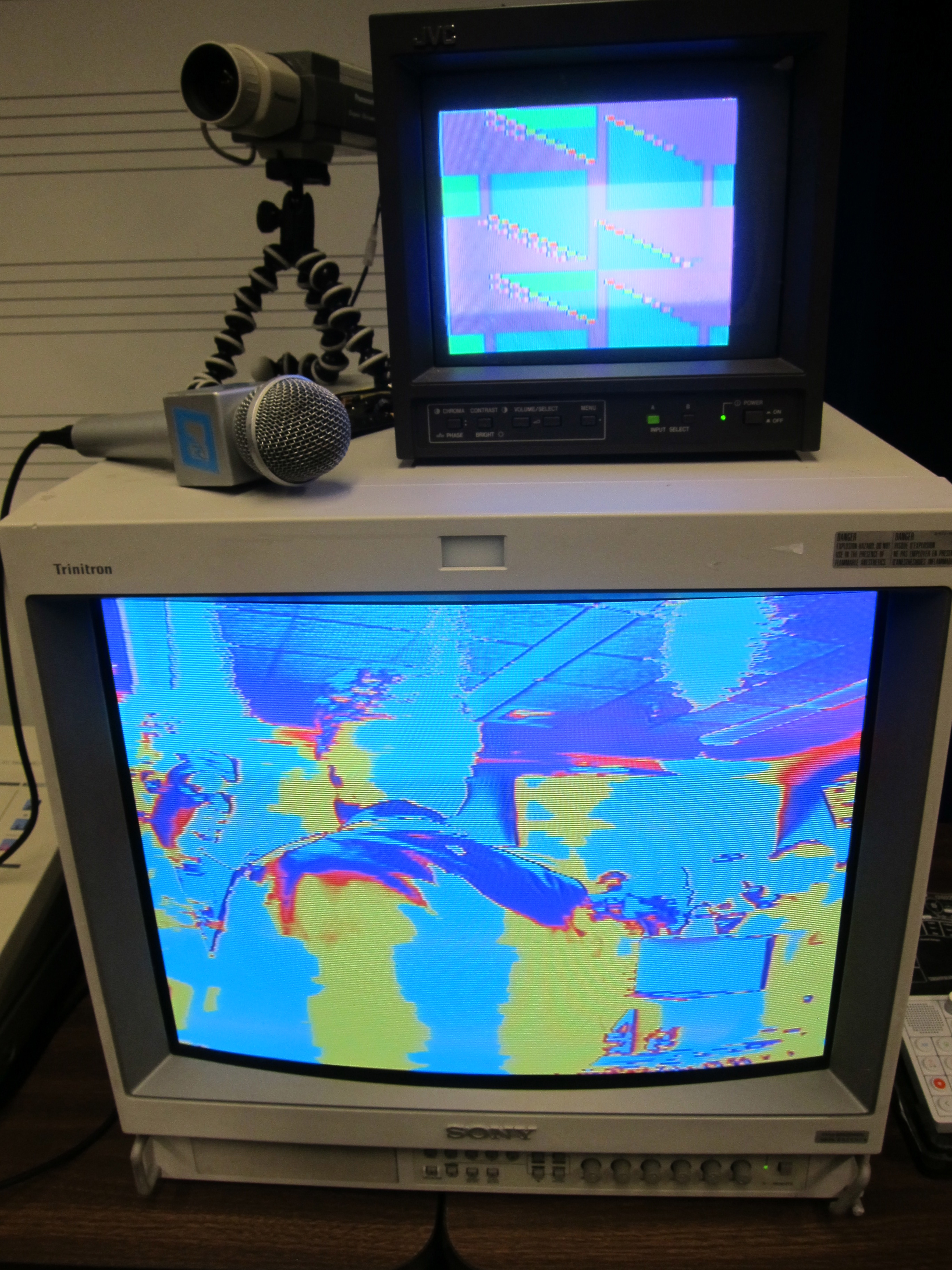
Videoart

Videoart je druh umění, který využívá digitální i analogové kamery pro vznik uměleckého díla a často tyto záznamy kombinuje s klasickými výtvarnými obory. Termín video je součástí názvu proto, že v počátcích této disciplíny byly využívány zejména elektronické (analogové) video  nahrávky. Videoart se liší od klasické kinematografie, která je většinou založena na vizualizaci příběhu, hercích a dialozích. Má blízko k filmu avantgardnímu a experimentálnímu, na rozdíl od něj však bývá součástí nějaké instalace v prostoru či performance. Videoart se začal rozvíjet od 60. let 20. století a je tak součástí širšího procesu, v němž jsou hranice klasického výtvarného díla rozostřeny a jeho definice rozšířena o nové postupy, techniky, pojetí (viz též konceptualismus, performance, land art, pop-art, postmoderní umění atd.) Zvláštní formou videoartu je tzv. „vjing“, tedy kombinace videoartu a hudební produkce. Za průkopníky videoartu bývají považováni Nam June Paik a Wolf Vostell. Významnými představiteli jsou též Vito Acconci, Valie Export, John Baldessari, Dan Graham, Bruce Nauman, Bill Viola, Joseph Beuys, Dennis Oppenheim nebo Richard Serra.